# 小行星列表/267801-267900
| 名稱         | 臨時編號   | 發現日期       | 發現地點   | 發現者                         |
| ------------ | ---------- | -------------- | ---------- | ------------------------------ |
| 小行星267801 | 2003 SB280 | 2003年9月18日  | 帕洛马山   | 近地小行星追踪                 |
| 小行星267802 | 2003 SZ281 | 2003年9月19日  | 帕洛马山   | 近地小行星追踪                 |
| 小行星267803 | 2003 SJ289 | 2003年9月28日  | 索科罗     | 林肯近地小行星研究小组         |
| 小行星267804 | 2003 SX311 | 2003年9月29日  | 基特峰     | 太空监视                       |
| 小行星267805 | 2003 SF318 | 2003年9月16日  | 基特峰     | 太空监视                       |
| 小行星267806 | 2003 SJ322 | 2003年9月28日  | 安德森台地 | 洛厄尔天文台近地小行星搜寻计划 |
| 小行星267807 | 2003 ST342 | 2003年9月17日  | 基特峰     | 太空监视                       |
| 小行星267808 | 2003 SQ422 | 2003年9月28日  | 安德森台地 | 洛厄尔天文台近地小行星搜寻计划 |
| 小行星267809 | 2003 SQ430 | 2003年9月22日  | 基特峰     | 太空监视                       |
| 小行星267810 | 2003 TM16  | 2003年10月15日 | 安德森台地 | 洛厄尔天文台近地小行星搜寻计划 |
| 小行星267811 | 2003 TC17  | 2003年10月14日 | 安德森台地 | 洛厄尔天文台近地小行星搜寻计划 |
| 小行星267812 | 2003 TX19  | 2003年10月14日 | 安德森台地 | 洛厄尔天文台近地小行星搜寻计划 |
| 小行星267813 | 2003 TZ19  | 2003年10月5日  | 基特峰     | 太空监视                       |
| 小行星267814 | 2003 TK35  | 2003年10月1日  | 基特峰     | 太空监视                       |
| 小行星267815 | 2003 TR55  | 2003年10月5日  | 基特峰     | 太空监视                       |
| 小行星267816 | 2003 UB14  | 2003年10月16日 | 基特峰     | 太空监视                       |
| 小行星267817 | 2003 UZ15  | 2003年10月16日 | 安德森台地 | 洛厄尔天文台近地小行星搜寻计划 |
| 小行星267818 | 2003 UP16  | 2003年10月16日 | 安德森台地 | 洛厄尔天文台近地小行星搜寻计划 |
| 小行星267819 | 2003 UB33  | 2003年10月16日 | 基特峰     | 太空监视                       |
| 小行星267820 | 2003 UE34  | 2003年10月17日 | 基特峰     | 太空监视                       |
| 小行星267821 | 2003 UB35  | 2003年10月27日 | 索科罗     | 林肯近地小行星研究小组         |
| 小行星267822 | 2003 UT40  | 2003年10月16日 | 安德森台地 | 洛厄尔天文台近地小行星搜寻计划 |
| 小行星267823 | 2003 UK47  | 2003年10月20日 | 图森       | R. A. Tucker                   |
| 小行星267824 | 2003 UK55  | 2003年10月18日 | 帕洛马山   | 近地小行星追踪                 |
| 小行星267825 | 2003 UR63  | 2003年10月16日 | 帕洛马山   | 近地小行星追踪                 |
| 小行星267826 | 2003 UW74  | 2003年10月17日 | 安德森台地 | 洛厄尔天文台近地小行星搜寻计划 |
| 小行星267827 | 2003 UO78  | 2003年10月18日 | 基特峰     | 太空监视                       |
| 小行星267828 | 2003 UL82  | 2003年10月19日 | 基特峰     | 太空监视                       |
| 小行星267829 | 2003 UX93  | 2003年10月18日 | 基特峰     | 太空监视                       |
| 小行星267830 | 2003 UJ117 | 2003年10月21日 | 索科罗     | 林肯近地小行星研究小组         |
| 小行星267831 | 2003 UV120 | 2003年10月18日 | 基特峰     | 太空监视                       |
| 小行星267832 | 2003 UQ127 | 2003年10月21日 | 基特峰     | 太空监视                       |
| 小行星267833 | 2003 UN133 | 2003年10月20日 | 索科罗     | 林肯近地小行星研究小组         |
| 小行星267834 | 2003 UC135 | 2003年10月21日 | 安德森台地 | 洛厄尔天文台近地小行星搜寻计划 |
| 小行星267835 | 2003 UM140 | 2003年10月16日 | 安德森台地 | 洛厄尔天文台近地小行星搜寻计划 |
| 小行星267836 | 2003 UV147 | 2003年10月18日 | 帕洛马山   | 近地小行星追踪                 |
| 小行星267837 | 2003 UG152 | 2003年10月21日 | 基特峰     | 太空监视                       |
| 小行星267838 | 2003 UR160 | 2003年10月21日 | 基特峰     | 太空监视                       |
| 小行星267839 | 2003 UP196 | 2003年10月21日 | 基特峰     | 太空监视                       |
| 小行星267840 | 2003 UR197 | 2003年10月21日 | 安德森台地 | 洛厄尔天文台近地小行星搜寻计划 |
| 小行星267841 | 2003 UR204 | 2003年10月22日 | 基特峰     | 太空监视                       |
| 小行星267842 | 2003 UM212 | 2003年10月23日 | 基特峰     | 太空监视                       |
| 小行星267843 | 2003 UR214 | 2003年10月21日 | 安德森台地 | 洛厄尔天文台近地小行星搜寻计划 |
| 小行星267844 | 2003 UX224 | 2003年10月22日 | 基特峰     | 太空监视                       |
| 小行星267845 | 2003 US226 | 2003年10月22日 | 基特峰     | 太空监视                       |
| 小行星267846 | 2003 UC228 | 2003年10月23日 | 基特峰     | 太空监视                       |
| 小行星267847 | 2003 UH236 | 2003年10月22日 | 基特峰     | 太空监视                       |
| 小行星267848 | 2003 UJ248 | 2003年10月25日 | 索科罗     | 林肯近地小行星研究小组         |
| 小行星267849 | 2003 UK262 | 2003年10月26日 | 茂宜岛     | 近地小行星追踪                 |
| 小行星267850 | 2003 UX278 | 2003年10月25日 | 索科罗     | 林肯近地小行星研究小组         |
| 小行星267851 | 2003 UF283 | 2003年10月29日 | 安德森台地 | 洛厄尔天文台近地小行星搜寻计划 |
| 小行星267852 | 2003 UJ283 | 2003年10月30日 | 基特峰     | 引力透鏡深空巡天               |
| 小行星267853 | 2003 UL283 | 2003年10月30日 | 索科罗     | 林肯近地小行星研究小组         |
| 小行星267854 | 2003 UG318 | 2003年10月16日 | 帕洛马山   | 近地小行星追踪                 |
| 小行星267855 | 2003 VR2   | 2003年11月14日 | 帕洛马山   | 近地小行星追踪                 |
| 小行星267856 | 2003 VL5   | 2003年11月15日 | 基特峰     | 太空监视                       |
| 小行星267857 | 2003 VU10  | 2003年11月15日 | 基特峰     | 太空监视                       |
| 小行星267858 | 2003 WJ5   | 2003年11月18日 | 帕洛马山   | 近地小行星追踪                 |
| 小行星267859 | 2003 WH9   | 2003年11月18日 | 基特峰     | 太空监视                       |
| 小行星267860 | 2003 WV27  | 2003年11月16日 | 基特峰     | 太空监视                       |
| 小行星267861 | 2003 WA31  | 2003年11月18日 | 帕洛马山   | 近地小行星追踪                 |
| 小行星267862 | 2003 WM36  | 2003年11月19日 | 基特峰     | 太空监视                       |
| 小行星267863 | 2003 WW40  | 2003年11月19日 | 基特峰     | 太空监视                       |
| 小行星267864 | 2003 WG80  | 2003年11月20日 | 索科罗     | 林肯近地小行星研究小组         |
| 小行星267865 | 2003 WK84  | 2003年11月19日 | 索科罗     | 林肯近地小行星研究小组         |
| 小行星267866 | 2003 WM103 | 2003年11月21日 | 索科罗     | 林肯近地小行星研究小组         |
| 小行星267867 | 2003 WJ110 | 2003年11月20日 | 索科罗     | 林肯近地小行星研究小组         |
| 小行星267868 | 2003 WC112 | 2003年11月20日 | 索科罗     | 林肯近地小行星研究小组         |
| 小行星267869 | 2003 WC115 | 2003年11月20日 | 索科罗     | 林肯近地小行星研究小组         |
| 小行星267870 | 2003 WU147 | 2003年11月23日 | 基特峰     | 太空监视                       |
| 小行星267871 | 2003 WW152 | 2003年11月26日 | 索科罗     | 林肯近地小行星研究小组         |
| 小行星267872 | 2003 WD157 | 2003年11月29日 | Kingsnake  | J. V. McClusky                 |
| 小行星267873 | 2003 WS162 | 2003年11月30日 | 基特峰     | 太空监视                       |
| 小行星267874 | 2003 WE164 | 2003年11月30日 | 基特峰     | 太空监视                       |
| 小行星267875 | 2003 WM168 | 2003年11月19日 | 帕洛马山   | 近地小行星追踪                 |
| 小行星267876 | 2003 XD23  | 2003年12月1日  | 基特峰     | 太空监视                       |
| 小行星267877 | 2003 XX31  | 2003年12月1日  | 基特峰     | 太空监视                       |
| 小行星267878 | 2003 YY17  | 2003年12月16日 | 安德森台地 | 洛厄尔天文台近地小行星搜寻计划 |
| 小行星267879 | 2003 YL28  | 2003年12月17日 | 帕洛马山   | 近地小行星追踪                 |
| 小行星267880 | 2003 YM34  | 2003年12月18日 | 索科罗     | 林肯近地小行星研究小组         |
| 小行星267881 | 2003 YS34  | 2003年12月18日 | 索科罗     | 林肯近地小行星研究小组         |
| 小行星267882 | 2003 YG35  | 2003年12月19日 | 基特峰     | 太空监视                       |
| 小行星267883 | 2003 YT59  | 2003年12月19日 | 索科罗     | 林肯近地小行星研究小组         |
| 小行星267884 | 2003 YH69  | 2003年12月20日 | 索科罗     | 林肯近地小行星研究小组         |
| 小行星267885 | 2003 YR74  | 2003年12月18日 | 索科罗     | 林肯近地小行星研究小组         |
| 小行星267886 | 2003 YH76  | 2003年12月18日 | 索科罗     | 林肯近地小行星研究小组         |
| 小行星267887 | 2003 YB93  | 2003年12月21日 | 索科罗     | 林肯近地小行星研究小组         |
| 小行星267888 | 2003 YZ109 | 2003年12月23日 | 索科罗     | 林肯近地小行星研究小组         |
| 小行星267889 | 2003 YO124 | 2003年12月28日 | 基特峰     | 太空监视                       |
| 小行星267890 | 2003 YN137 | 2003年12月27日 | 基特峰     | 太空监视                       |
| 小行星267891 | 2003 YW158 | 2003年12月17日 | 索科罗     | 林肯近地小行星研究小组         |
| 小行星267892 | 2003 YP174 | 2003年12月19日 | 索科罗     | 林肯近地小行星研究小组         |
| 小行星267893 | 2003 YX180 | 2003年12月18日 | 索科罗     | 林肯近地小行星研究小组         |
| 小行星267894 | 2004 BC3   | 2004年1月16日  | 帕洛马山   | 近地小行星追踪                 |
| 小行星267895 | 2004 BY3   | 2004年1月16日  | 帕洛马山   | 近地小行星追踪                 |
| 小行星267896 | 2004 BV39  | 2004年1月21日  | 索科罗     | 林肯近地小行星研究小组         |
| 小行星267897 | 2004 BL49  | 2004年1月21日  | 索科罗     | 林肯近地小行星研究小组         |
| 小行星267898 | 2004 BB53  | 2004年1月22日  | 帕洛马山   | 近地小行星追踪                 |
| 小行星267899 | 2004 BS59  | 2004年1月21日  | 基特峰     | 太空监视                       |
| 小行星267900 | 2004 BE98  | 2004年1月27日  | 基特峰     | 太空监视                       |